# زهقرن
زهقرن (الاسم العلمي: Anthoceros) هو جنس نباتي يتبع فصيلة الزهقرنية من رتبة الزهقرنيات.